# Nicolas Cheong Jin-suk
Nicolas Cheong Jin-suk, (Nicolas est le prénom chrétien et Jin-suk le prénom coréen) né le 7 décembre 1931 à Séoul et mort le 27 avril 2021 dans la même ville, est un cardinal sud-coréen, archevêque de Séoul de 1998 à 2012 et administrateur apostolique de Pyongyang en Corée du Nord.

## Biographie

### Prêtre
Il est ordonné prêtre pour le diocèse de Cheongju en 1961.
Il exerce son ministère sacerdotal en paroisse, comme enseignant, comme secrétaire de l'archevêque de Séoul et comme chancelier du diocèse.
Après un séjour à Rome où il suit des études en droit canon à l'Université pontificale urbanienne, il revient en Corée en 1970.

### Évêque
Nommé évêque de Cheongju le 25 juin 1970, il est consacré le 3 octobre suivant.
Le 3 avril 1998, il est nommé archevêque de Séoul et le 6 juin 1998, il devient, de plus, administrateur apostolique de Pyongyang responsable de la Corée du Nord.
Il se retire de sa charge d'archevêque le 10 mai 2012, quelques mois après avoir atteint l'âge de 80 ans.

### Cardinal
Il est créé cardinal par Benoît XVI lors du consistoire du 24 mars 2006.
Au sein de la Curie romaine, il est membre du Conseil pontifical pour la famille et du Conseil pontifical pour les communications sociales.
Il atteint la limite d'âge le 7 décembre 2011 ce qui l'empêche de prendre part aux votes du conclave de 2013 qui voit l'élection du pape François.
Il meurt le 27 avril 2021 à Séoul.